# Punctelia
Punctelia é um gênero de líquens folhosos da família Parmeliaceae [en]. Com cerca de 50 espécies, foi separado do gênero Parmelia [en] em 1982. As características que definem Punctelia incluem a presença de conídios em forma de gancho, rizinas simples (estruturas semelhantes a raízes que fixam o talo ao substrato) e pseudocifelas puntiformes (poros minúsculos na superfície do talo que facilitam a troca gasosa). Essas pseudocifelas são referenciadas nos nomes vernáculos em inglês speckled shield lichens ou speckleback lichens.
Os líquens Punctelia crescem sobre cascas, madeira e rochas. O gênero tem uma distribuição cosmopolita, ocorrendo em todos os continentes, exceto na Antártida, com preferência por locais de clima temperado a subtropical. Punctelia apresenta centros de diversidade nas regiões neotropicais e na África, com cerca de metade das espécies conhecidas registradas na América do Sul. O parceiro fotobionte de Punctelia são algas verdes do gênero Trebouxia [en]. Algumas espécies de Punctelia, sensíveis à poluição, foram propostas como bioindicadores de poluição atmosférica.

## Sistemática
A liquenologista norueguesa Hildur Krog [en] circunscreveu o gênero Punctelia em 1982, separando 22 espécies de Parmelia com base em diferenças no desenvolvimento das pseudocifelas, na química secundária e na fitogeografia. A espécie-tipo escolhida foi Parmelia borreri (atualmente Punctelia borreri), um líquen amplamente distribuído, descrito pela primeira vez por James Edward Smith em 1807 e por Dawson Turner em 1808.
Antes da publicação de Krog, as espécies com pseudocifelas puntiformes, conhecidas como grupo Parmelia borreri, eram classificadas no subgênero Parmelia, seção Parmelia, subseção Simplices. Krog dividiu Punctelia em dois subgêneros: Punctelia subgênero Punctelia, com conídios em forma de gancho e atranorina [en] como principal substância cortical, e Punctelia subgênero Flavopunctelia, com conídios bifusiformes e ácido úsnico [en] como principal substância cortical. Posteriormente, Mason Hale [en] reconheceu Flavopunctelia [en] como um gênero distinto com quatro espécies, com base na forma dos conídios e características químicas. Uma análise filogenética molecular de 2005 confirmou a independência genética de Punctelia em relação a Parmelia, estabelecendo os limites do gênero.
Na América do Norte, os líquens Punctelia são comumente chamados de "speckled shield lichens" ou "speckleback lichens". O nome do gênero, derivado do latim punctum ("pequeno ponto"), refere-se às pseudocifelas.

### Filogenética
Punctelia pertence à grande família de líquens Parmeliaceae. Em 2017, Pradeep Divakar e colegas usaram uma abordagem filogenética temporal para definir níveis taxonômicos dentro de Parmeliaceae, inferindo que grupos de espécies que divergiram há 29,45–32,55 milhões de anos representam gêneros distintos. Eles sugeriram sinonimizar o gênero Nesolechia [en] com Punctelia, seu grupo irmão formador de líquens, devido à sua origem relativamente recente dentro do limite temporal para classificação genérica. Essa sinonímia não foi aceita em uma revisão posterior da classificação de Parmeliaceae. Embora os autores (Arne Thell, Ingvar Kärnefelt [en] e Mark Seaward [en]) reconhecessem a posição de Nesolechia na família Parmeliaceae e sua redução morfológica em Punctelia, eles argumentaram que "como os gêneros parasitas aparecem como grupos irmãos, a sinonimização parece pouco necessária". Robert Lücking [en], criticando o método filogenético temporal, também rejeitou a sinonímia proposta, afirmando que a fusão de gêneros com base apenas no tempo de divergência não se alinha com a necessidade da taxonomia de refletir a história evolutiva.
A análise de filogenética molecular refinou a identificação de espécies de Punctelia, revelando várias espécies crípticas – uma tendência crescente na pesquisa da família Parmeliaceae. Por exemplo, P. rudecta era considerada globalmente distribuída nas Américas, África e Ásia, mas análises filogenéticas revelaram um complexo específico que foi dividido em quatro linhagens crípticas distintas com distribuições geográficas mais restritas, reduzindo o alcance de P. rudecta à América do Norte. Esse estudo também identificou cinco clados de Punctelia, cada um com uma química medular única: os clados A, B e C contêm espécies com ácido lecanórico [en], o clado D tem espécies com ácido girofórico [en] como principal composto, enquanto o clado E inclui duas espécies com ácidos graxos como principal substância secundária.

## Descrição

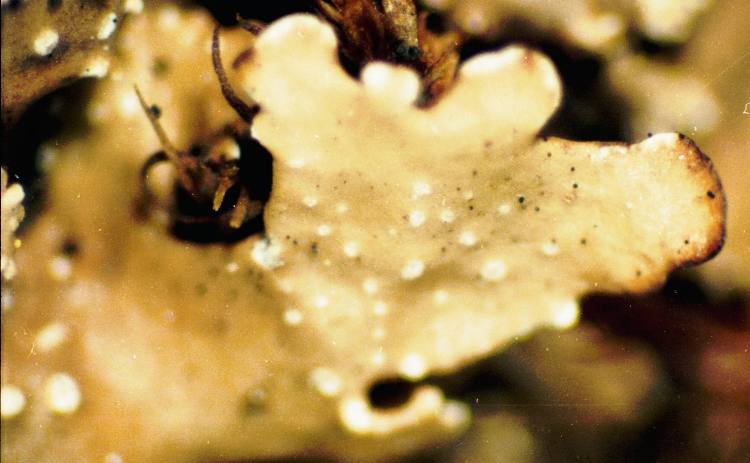
Espécime de herbário de Punctelia rudecta mostrando pseudocifelas arredondadas em um lobo.

Os líquens Punctelia são de tamanho médio, folhosos, e variam de cinza a verde-acinzentado, embora espécimes coletados percam gradualmente sua cor. A maioria dos espécimes típicos tem diâmetro entre 4 e 20 cm. Os lobos que compõem o talo têm geralmente 3 a 10 mm de largura. A medula é branca, enquanto a superfície inferior varia de clara a preta. As rizinas, simples e não ramificadas, estendem-se até a borda do lobo; geralmente têm a mesma cor da superfície inferior do talo, embora indivíduos com rizinas claras sobre um fundo escuro não sejam incomuns.
Uma característica marcante de Punctelia é a presença de pseudocifelas puntiformes na superfície do talo, que facilitam a troca gasosa. No gênero Parmelia, as pseudocifelas são lineares e sem forma definida, geralmente localizadas na superfície do talo e/ou nas margens. Em Punctelia, as pseudocifelas são arredondadas e laminares, embora em algumas espécies o córtex se estenda às margens do talo, dando-lhes uma aparência marginal. A microscopia eletrônica revela que as pseudocifelas de Parmelia possuem uma camada de polissacarídeo perfurada, ausente em Punctelia. As pseudocifelas são chamadas de conspícuas quando visíveis a olho nu, inconspícuas quando requerem uma lupa ou um microscópio para serem vistas, e sutis para estados intermediários, observáveis apenas com esforço.
Os apotécios (estruturas reprodutivas sexuais) possuem discos marrons. Os ascósporos são incolores, elipsoides, e ocorrem em número de oito por asco; variam em tamanho de 10–27 por 6–18 μm. A forma em gancho dos conídios é outra característica importante de Punctelia. Esses conídios são bastonetes curtos, medindo 4–7 μm de comprimento, com uma extremidade curvada. Embora nem todas as espécies de Punctelia tenham conídios unciformes, essa forma é exclusiva do gênero. Algumas espécies possuem conídios filiformes, medindo 7–12 μm de comprimento por 0,8–1 μm de largura. O tamanho e a forma dos conídios são caracteres importantes em algumas espécies; por exemplo, P. graminicola e P. hypoleucites são morfologicamente indistinguíveis, sendo diferenciadas apenas pelas diferenças nos conídios. As paredes celulares dos líquens Punctelia contêm o polissacarídeo alfa-glucano isoliquenano [en].
Outros gêneros da família Parmeliaceae superficialmente semelhantes a Punctelia e que possuem pseudocifelas são Flavopunctelia e Cetrelia. As espécies de Flavopunctelia tendem a ser mais amareladas devido à presença de ácido úsnico no córtex. Cetrelia é geralmente maior, com lobos de 1 a 2 cm, uma superfície inferior do talo escura e poucas rizinas.
Os metabólitos secundários encontrados no gênero incluem atranorina no córtex e ácido girofórico na medula. O ácido lecanórico foi detectado como componente menor em P. jujensis [en] e P. subrudecta [en].

### Fotobionte
A maioria dos gêneros de líquens associa-se a um parceiro fotobionte de um único gênero de alga. Punctelia não é exceção, associando-se a espécies do gênero de fotobionte mais comum, Trebouxia. Um estudo sobre seletividade de fotobiontes mostrou que espécimes de Punctelia subrudecta coletados na Europa Central apresentam seletividade moderada, associando-se a três espécies de Trebouxia: T. jamesii, T. arboricola [en] e, mais frequentemente, T. gelatinosa [en]. O fotobionte de P. rudecta é Trebouxia anticipata.
Uma investigação focada nas espécies Punctelia borreri e P. subrudecta, predominantes em ecossistemas florestais temperados e mediterrâneos da Europa, confirmou que esses fungos colaboram principalmente com Trebouxia gelatinosa. Essa relação simbiótica parece ser influenciada pelos diversos climas da Península Ibérica. Embora cada espécie de Punctelia tenha associações únicas com linhagens específicas de microalgas, algumas linhagens de fotobiontes são compartilhadas por ambas, sugerindo uma possível influência do clima local nessas interações entre fungos e algas.

## Habitat e distribuição
Os líquens Punctelia são encontrados geralmente em cascas, madeira e rochas. No entanto, P. constantimontium e P. subpraesignis foram registrados crescendo em argamassa em Verónica, Buenos Aires [en]. Nas florestas biodiversas do cerrado brasileiro, eles estão mais ou menos restritos a micro-habitats bem iluminados, sem luz solar direta. Eles têm distribuição em áreas temperadas a subtropicais, com centros de diversidade nas regiões neotropicais e na África. Raramente o alcance geográfico das espécies de Punctelia se estende a áreas boreais ou montanhosas frias; uma exceção é Punctelia stictica, registrada na Groenlândia. Coletivamente, o gênero tem uma distribuição cosmopolita, ocorrendo em todos os continentes, exceto na Antártida. Poucas espécies são conhecidas na Ásia e na Austrália; em contraste, a maioria das espécies de Parmelia ocorre nessas regiões. Cinco espécies são conhecidas na Austrália, incluindo duas cosmopolitas e três endêmicas da Australásia. Dezesseis espécies de Punctelia ocorrem nos Estados Unidos continentais e no Canadá. Cerca de metade das espécies conhecidas de Punctelia são encontradas no Brasil. Relatos revisados do gênero foram publicados para vários países europeus nas últimas décadas, incluindo Noruega (2000), Suíça (2003), Dinamarca (2007), Lituânia (2010) e Polônia. Sete espécies ocorrem na Europa.

## Conservação
Desde outubro de 2023, apenas uma espécie de Punctelia foi avaliada para a Lista Vermelha da IUCN global. Devido à sua população abundante e amplamente distribuída na América do Norte, sem sinais de declínio, Punctelia caseana [en] é considerada uma espécie pouco preocupante.

## Espécies

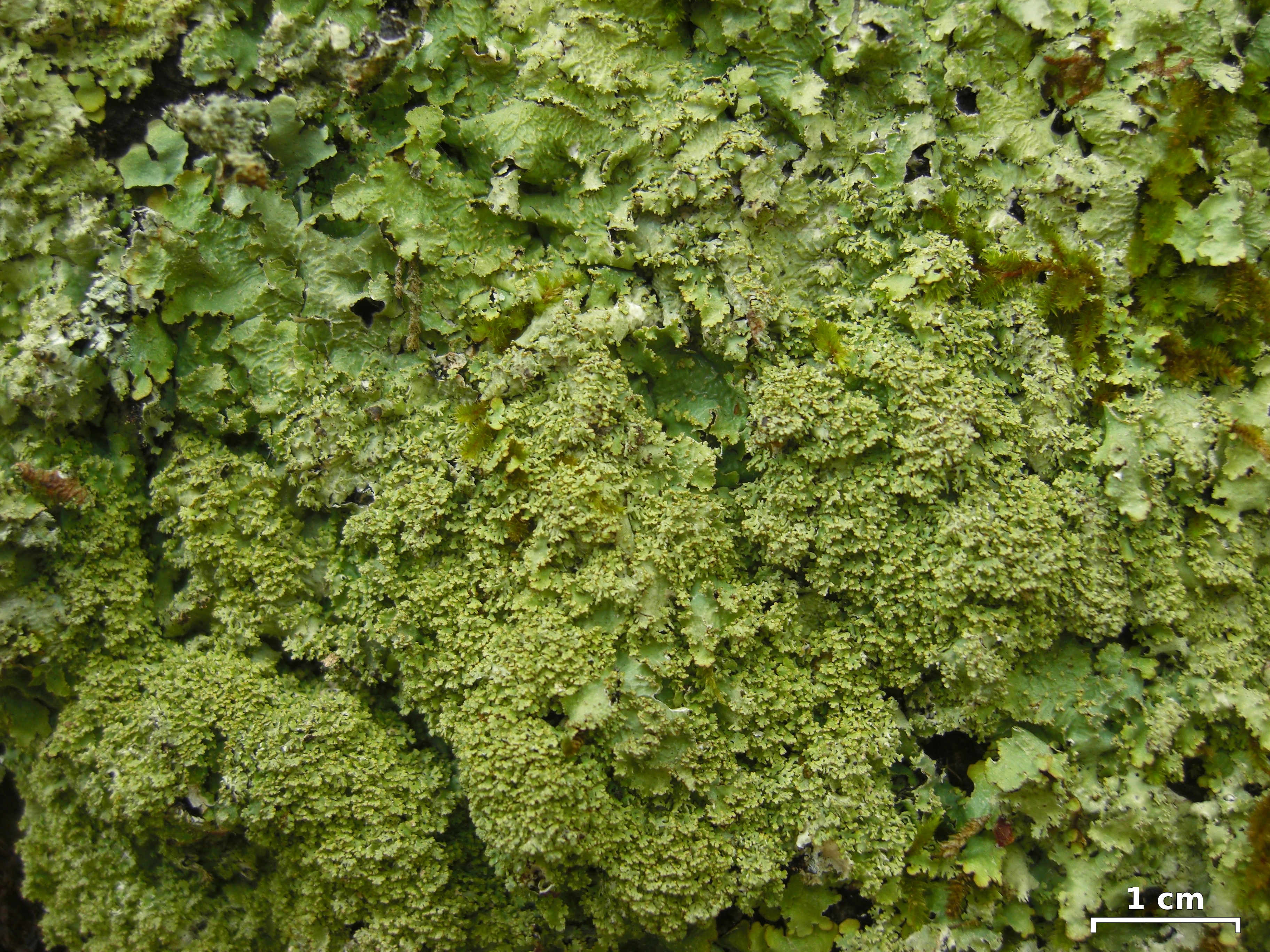
Punctelia appalachensis

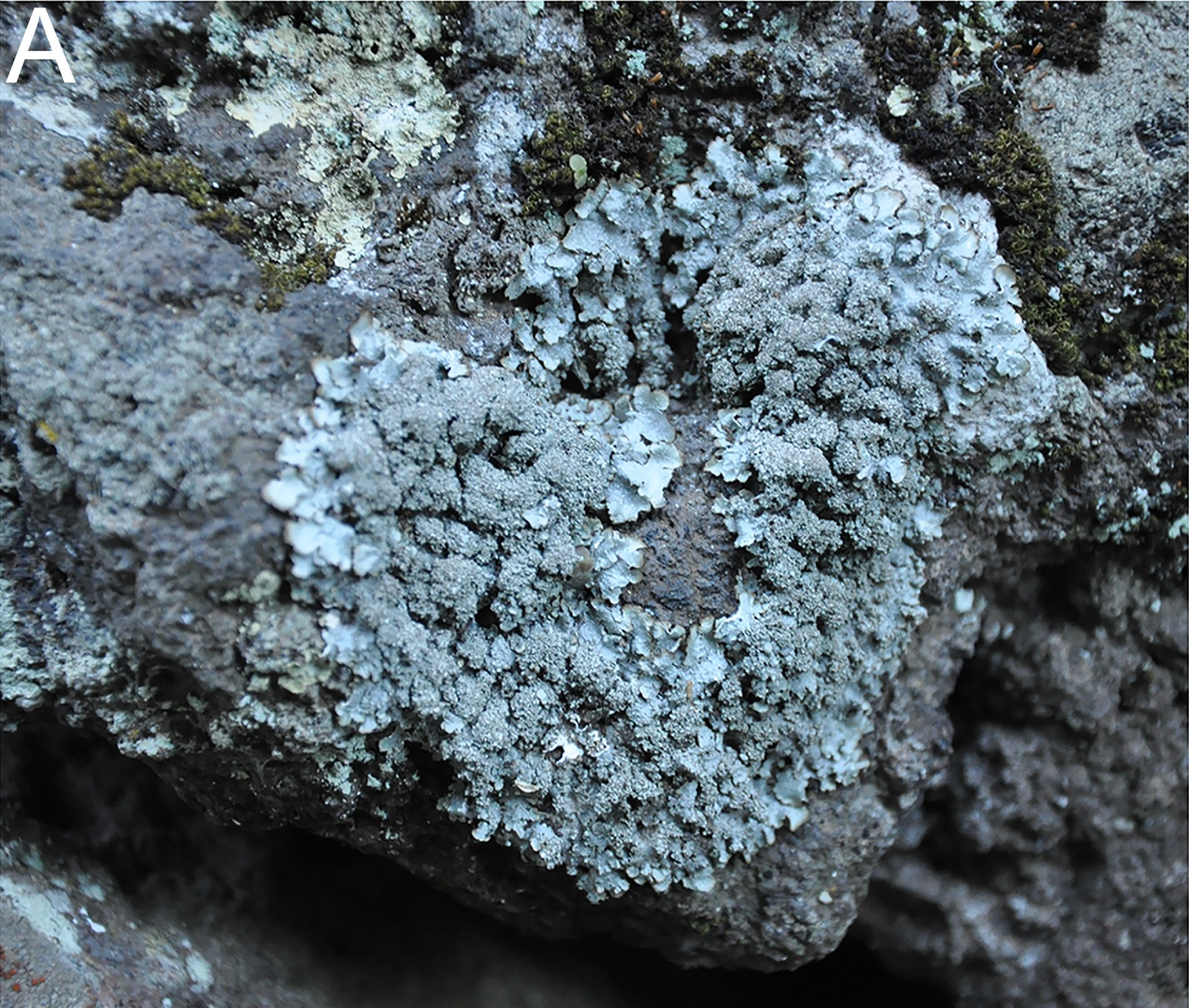
Punctelia guanchica

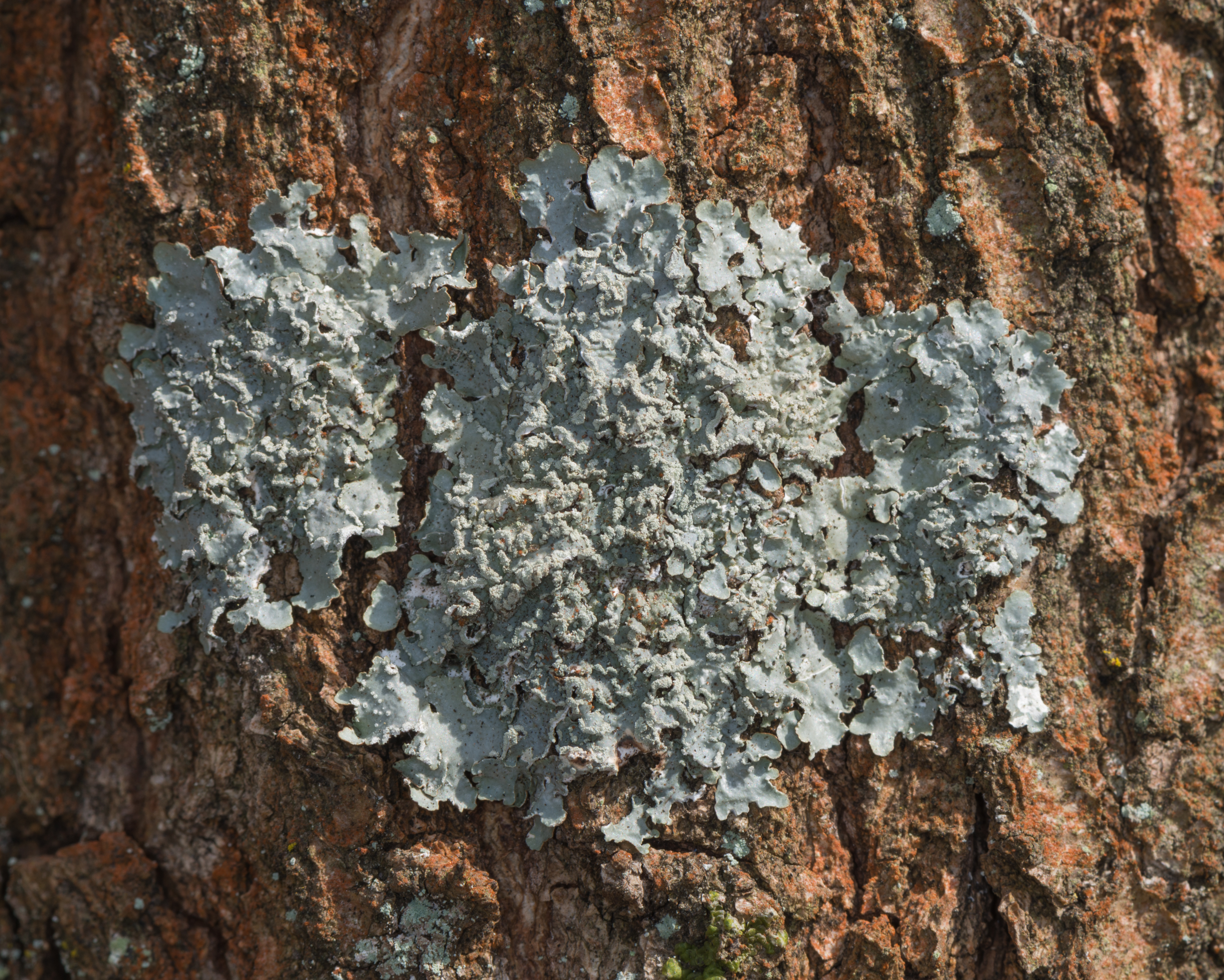
Punctelia jeckeri

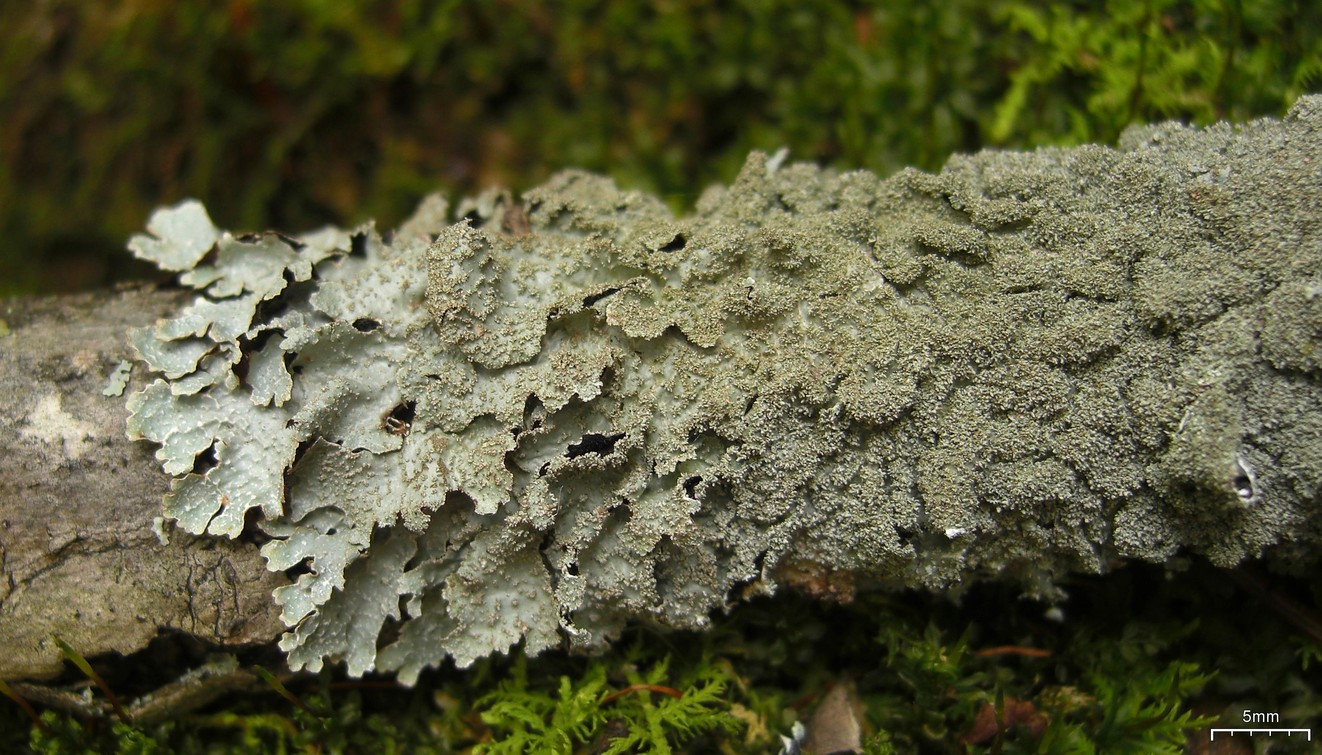
Punctelia rudecta

Uma estimativa recente (2022) indica 48 espécies no gênero Punctelia. Desde outubro de 2023, o Index Fungorum aceita 30 espécies de Punctelia.
- Punctelia appalachensis [en] (W.L.Culb.) Krog (1982)[4] – Estados Unidos
- Punctelia bolliana [en] (Müll.Arg.) Krog (1982)[4] – América do Norte
- Punctelia borreri (Turner) Krog (1982)[4] – cosmopolita
- Punctelia borrerina [en] (Nyl.) Krog (1982)[4] – América do Sul; México
- Punctelia canaliculata [en] (Lynge) Krog (1982)[4] – América do Sul
- Punctelia caseana [en] Lendemer & B.P.Hodk. (2010)[34] – leste dos Estados Unidos
- Punctelia cedrosensis [en] Egan & Elix (2004)[35] – Baixa Califórnia; norte do México[36]
- Punctelia colombiana [en] Sérus. (1984)[37] – América do Sul
- Punctelia constantimontium [en] Sérus. (1983)[38] – África; América do Sul; México[36]
- Punctelia crispa [en] Marcelli, Jungbluth & Elix (2009)[22] – Brasil
- Punctelia diffractaica [en] Kurok. (1999)[39] – Peru
- Punctelia digitata [en] Jungbluth, Marcelli & Elix (2009)[22] – Brasil
- Punctelia eganii [en] B.P.Hodk. & Lendemer (2011)[40] – Alabama
- Punctelia fimbriata [en] Marcelli & Canêz (2007)[41] – Brasil
- Punctelia graminicola (B.de Lesd.) Egan (2003)[42] – América do Norte
- Punctelia guanchica [en] Alors, A.Crespo & Divakar (2016)[9] – Canárias
- Punctelia hypoleucites (Nyl.) Krog (1982)[4] – África; América do Norte; América do Sul
- Punctelia imbricata [en] Marcelli, Jungbluth & Elix (2009)[22] – Brasil
- Punctelia involuta [en] Canêz & Marcelli (2010)[15] – Brasil
- Punctelia jeckeri (Roum.) Kalb (2007) – Europa; México
- Punctelia jujensis [en] Adler (1998)[43] – América do Sul
- Punctelia microsticta [en] (Müll.Arg.) Krog (1982)[4] – América do Sul
- Punctelia missouriensis [en] G.Wilh. & Ladd (1992)[44] – Estados Unidos
- Punctelia nashii [en] Marcelli & Canêz (2011)[45] – Califórnia
- Punctelia nebulata [en] Elix & J.Johnst. (1988)[46] – Austrália
- Punctelia negata [en] (Nyl.) Krog (1982)[4] – América do Sul
- Punctelia neutralis [en] (Hale) Krog (1982)[4] – África; Ásia
- Punctelia novozelandica [en] Elix & J.Johnst. (1988)[46] – Nova Zelândia
- Punctelia osorioi [en] Canêz & Marcelli (2010)[47] – Brasil
- Punctelia perreticulata [en] (Räsänen) G.Wilh. & Ladd (1987)[48] – Europa; América do Norte; América do Sul; Austrália; Nova Zelândia
- Punctelia pseudocoralloidea [en] (Gyeln.) Elix & Kantvilas (2001)[49] – Austrália
- Punctelia punctilla [en] (Hale) Krog (1982)[4] – África; América do Sul; América do Norte
- Punctelia purpurascens [en] Marcelli & Canêz (2007)[41] – Brasil
- Punctelia reddenda [en] (Stirt.) Krog (1982)[4] – África; Europa; América do Norte; América do Sul
- Punctelia riograndensis [en] (Lynge) Krog (1982)[4] – África; América do Sul
- Punctelia roseola [en] Jungbluth, Marcelli & Elix (2009)[22] – Brasil
- Punctelia rudecta (Ach.) Krog (1982)[4] – América do Norte
- Punctelia ruderata [en] (Vain.) Canêz & Marcelli (2016)[50] – Ásia e África Oriental
- Punctelia stictica [en] (Delise ex Duby) Krog (1982)[4] – África; Europa; América do Norte; América do Sul; Groenlândia
- Punctelia subalbicans [en] (Stirt.) D.J.Galloway & Elix (1984)[51] – Austrália; Nova Zelândia
- Punctelia subflava [en] (Taylor) Elix & J.Johnst. (1988)[46] – Austrália
- Punctelia subpraesignis [en] (Nyl.) Krog (1982)[4] – África do Sul; América do Sul; México
- Punctelia subrudecta [en] (Nyl.) Krog (1982)[4] – Distribuição cosmopolita
- Punctelia tomentosula [en] Kurok. (1999)[39] – Peru
- Punctelia toxodes [en] (Stirt.) Kalb & M.Götz (2007)[52] – África do Sul
- Punctelia transtasmanica [en] Elix & Kantvilas (2005)[53] – Tasmânia, Nova Zelândia
- Punctelia ulophylla [en] (Ach.) Herk & Aptroot (2000)[54] – Europa

A espécie Punctelia pallescens, descrita por Syo Kurokawa [en] em 1999 como uma nova espécie do oeste da Austrália, é considerada sinônima de P. subalbicans. Parmelia helenae, descrita por Maurice Bouly de Lesdain [en] em 1937 e transferida para Punctelia em 1998, foi considerada por alguns liquenologistas como um táxon questionável, pois, segundo Teuvo Tapio Ahti, "o material-tipo é insuficiente para resolver sua relação taxonômica com Punctelia perreticulata e P. subrudecta com base em caracteres conidiais". Atualmente, é colocada em sinonímia com P. subrudecta. Punctelia semansiana (W.L.Culb. & C.F.Culb.) Krog é a mesma espécie que Punctelia graminicola.

## Parasitas
Várias espécies de fungos liquenícolas foram registradas utilizando Punctelia como hospedeiro. Estas incluem: Abrothallus parmeliarum [en], Didymocyrtis melanelixiae, Epithamnolia xanthoriae, Lichenoconium usneae, Llimoniella bergeriana, Lichenohendersonia uniseptata, Nesolechia oxyspora [en], Pronectria oligospora, espécies de Pyrenidium [en], Rinodina conradii, Sphaerellothecium reticulatum, Tremella parmeliarum [en], Trichosphaerella buckii [en] e Xenonectriella subimperspicua [en]. Um desses fungos parasitas, Xenophoma puncteliae, foi nomeado em referência ao gênero de seu hospedeiro.

## Usos humanos

### Biomonitoramento
Algumas espécies de Punctelia demonstram sensibilidade à poluição atmosférica. Um estudo identificou sinais evidentes de danos nos talos em áreas potencialmente afetadas por poluição. Os pesquisadores sugeriram que as mudanças de cor características observadas nos talos de Punctelia podem resultar de poluentes afetando as membranas dos tilacoides de algas. Essa perturbação pode causar a liberação de íons K+, que interagem com compostos do líquen, resultando nessas marcações coloridas. Um estudo na Espanha observou o reaparecimento de Punctelia borreri e P. subrudecta em áreas com declínio na poluição por SO2. Duas espécies de Punctelia foram recomendadas como bioindicadores de elementos em estudos de monitoramento da poluição atmosférica no leste dos Estados Unidos: Punctelia rudecta para áreas florestais mais frias e elevadas, e P. missouriensis para bosques isolados ou áreas urbanas. Devido à ocorrência generalizada de P. hypoleucites em locais urbanos e industriais em Tandil, Argentina, ela foi proposta como um potencial biomonitor de poluição atmosférica naquela cidade.

### Medicina tradicional
Punctelia borreri foi utilizada na medicina tradicional chinesa como suposto remédio para várias condições, incluindo dermatite crônica, visão embaçada, sangramentos uterinos ou de ferimentos externos, e para feridas e inchaços. Para uso, uma decocção era ingerida, ou o líquen seco e pulverizado era aplicado diretamente na área afetada.

### Tingimento
Punctelia rudecta pode ser usada para criar um corante por extração de cor com amônia como solvente. Esse método produz uma cor rosa.